# Инженер-технолог Российской империи
Инженер-технолог — звание присваиваемое лучшим студентам, успешно прошедшим курс наук в технологическом институте (Санкт-Петербургском практическом технологическом институте или Харьковском практическом технологическом институте). Сторонние лица могут быть удостоены институтом этого звания после прохождения установленных экзаменов при условии представления свидетельства о получении образования, дающего право на поступление в институт.
Инженеры-технологи имеют право возводить фабричные и заводские здания с их принадлежностями и жилые помещения, в непосредственной связи с ними находящиеся, а также занимать должности в учреждениях министерства путей сообщения, связанных с производством строительных работ. Инженеры-технологи, не имеющие по происхождению прав высшего состояния, причисляются к сословию личных почётных граждан. Те из них, которые докажут, что успешно занимались не менее 10 лет управлением фабрик или заводов или же исполняли обязанности технических инженеров, могут быть причислены к потомственному почётному гражданству.
Лица, окончившие с успехом курс учения в специальных классах Императорского Московского технического училища (или сторонние лица, выдержавшие соответственное испытание) по инженерно-механическому отделению, получают звание инженера-механика, а по инженерно-техническому — инженера-технолога. Инженеры-технологи и инженеры-механики имеют право по прошествии не менее года со дня утверждения в этих званиях просить педагогический совет училища о присвоении им высших званий ученого инженера-технолога или ученого инженера-механика, если представят самостоятельный труд по той отрасли промышленности, которую они изучали на практике. С утверждения министра народного просвещения педагогический совет училища может удостаивать дипломами на звание инженера-технолога и инженера-механика лиц, заявивших себя особенно полезной и многолетней практической деятельностью по управлению заводами или фабриками или сделавших какое-либо замечательное открытие или усовершенствование в техническом деле; но с этими дипломами никаких гражданских прав не соединено. На том же основании предоставляется технологическим институтам право возводить в почетное звание инженера-технолога лиц, приобретших известность своей полезной деятельностью на техническом поприще.
Законом от 22 января 1891 года высшим технологическим учебным заведениям было постановлено право присваивать звание инженера-технолога технологам I-го разряда, посвятившим не менее 8 лет технической деятельности и в удостоверение этого представившим надлежащие аттестаты или свидетельства, либо состоявшим в должностях преподавателей в технических учебных заведениях или заведовавшим этими заведениями.